# توماس هوجستدت
توماس هوجستدت (بالسويدية: Thomas Högstedt) مواليد 21 سبتمبر 1963 في السويد، هو لاعب كرة مضرب سويدي سابق بدأ مسيرته كمحترف سنة 1981 وكان يلعب باليد اليمنى. أعلى تصنيف له في الفردي كان المركز الـ 38 في سنة 1983. أعلى تصنيف له في الزوجي كان المركز الـ 408 في سنة 1984.

## النهائيات

### الفردي: (1)
| الرقم | السنة | الدورة           | الأرضية | المنافس في النهائي | النتيجة في النهائي |
| ----- | ----- | ---------------- | ------- | ------------------ | ------------------ |
| 1.    | 1986  | سالونيك, اليونان | صلبة    | أليكس أنتونيتش     | 6–2, 6–2           |

## روابط خارجية
- توماس هوجستدت على موقع رابطة محترفي التنس (الإنجليزية)
- توماس هوجستدت على موقع الاتحاد الدولي لكرة المضرب (الإنجليزية)
- توماس هوجستدت على موقع خلاصة التنس.كوم (الإنجليزية)